# GS Большого Пса
GS Большого Пса (лат. GS Canis Majoris) — одиночная переменная звезда в созвездии Большого Пса на расстоянии приблизительно 1697 световых лет (около 520 парсеков) от Солнца. Видимая звёздная величина звезды — от +11m до +10,4m.

## Характеристики
GS Большого Пса — красная пульсирующая полуправильная переменная звезда типа SRB (SRB) спектрального класса M7.